# Alice the Whaler
Série Alice Comedies
Alice's Medicine Show
(1927) Alice the Beach Nut
(1927)
Pour plus de détails, voir Fiche technique et Distribution.
Alice the Whaler est un court métrage d'animation américain muet de la série Alice Comedies sorti en 1927.

## Synopsis
Alice et Julius font partie de l'équipage d'un bateau de chasse à la baleine. Ils doivent non seulement lutter avec une baleine mais aussi avec un cuisinier au caractère difficile. 

## Fiche technique
- Titre original : Alice the Whaler
- Série : Alice Comedies
- Réalisation : Walt Disney
- Animation : Norm Blackburn, Les Clark, Ben Clopton, Friz Freleng, Rollin Hamilton, Rudolf Ising, Ub Iwerks, Hugh Harman, Paul J. Smith
- Encrage et peinture : Irene Hamilton, Walker Harman
- Photographie : Rudolf Ising, Mike Marcus
- Production : Walt Disney, Margaret J. Winkler
- Société de production : Disney Brothers Studios
- Société de distribution : FBO pour Margaret J. Winkler (1927)
- Budget : 1 339 $
- Pays :  États-Unis
- Format d'image : noir et blanc - 35 mm - 1,37:1 - muet
- Genre : animation et prises de vues réelles
- Durée : 6 min 06
- Dates de sortie : 25 juillet 1927[1]

Source : Walt in Wonderland

## Distribution
- Lois Hardwick : Alice

## Commentaires
Produit le 26 mars 1927 (prise de vue réelle) et en mars 1927 (animation), le film a été livré le 30 avril 1927 et présenté en avant-première lr 18 avril 1927 au Paramount Theater de Los Angeles en première partie de Frères ennemis (Rolled Stockings). Le copyright a été déposé le 25 juillet 1927 par R-C Pictures Corp.